# Ent'Cadieux
Ent'Cadieux est un téléroman québécois en 229 épisodes de 45 minutes scénarisé par Guy Fournier et diffusé entre le 16 septembre 1993 et le 30 novembre 1999 sur le réseau TVA.

## Fiche technique
- Réalisation: Roger Legault et Marie-Lise Beaudoin
- Scénaristes: Guy Fournier, Christian Fournier, Chantal Cadieux, Marie-Christine Abel, Martin Fournier
- Société de production: JPL Production

## Distribution
- Louise Deschâtelets : Diane Cadieux
- Vincent Bolduc : Alexis Cadieux
- Roger Léger : Marcel Fortin
- Adèle Reinhardt : Nicole Fortin
- Henri Chassé : Jean-Yves Malo
- Hugo St-Cyr : Clément Fortin (1993-94)
- Louise Laparé : Noëlla Paquette
- Marie-France Monette : Catherine Paquette
- Jacques Thisdale : Gaétan Cadieux
- Roger Joubert : Maximim Bron
- Lénie Scoffié : Blanquinette Bron
- Éveline Gélinas : Josette Fortin
- Patricia Perez : Maria-Luisa Cortez
- Anik Vermette : Renaude Lemay
- Michel Poirier : Vincent Morel
- Luis De Cespedes : Raoul Acosta
- Mathieu Ayotte : Benoît Guilbeault
- Jean-Pierre Matte : Charles Bernard
- Marie-Michèle Desrosiers : Marguerite Durand
- Marie-Claude Lefebvre : Mélissa Théberge
- Lisa-Marie Gervais : Chantal Bernard
- Yan England : Marc-André Lagacé
- France Parent : Sophie Morrissette
- Seann Gallagher : Ron Bassett
- Jean-François Beaupré : Louis Landry
- Marie-Soleil Tougas (1996-1997) / Julie Deslauriers (1997-1999) : Line Dubuc
- Donald Pilon : Luc Saint-Amour
- Jean Leclerc : Jean-Pierre Chassé
- Jean-François Pichette : Toni Richard
- Jean Petitclerc : Yvan Lapointe
- Janine Sutto : Antonine Larue
- Yvan Ponton : Michel Larue
- Dominique Leduc : Caroline Langlois
- Johanne Fontaine : Jacinthe Labelle
- Olivier Loubry : Thierry Duchêne
- Mikaël St-Louis Ratté : Clément Lemay-Cadieux
- Stéphanie Saint-Laurent : Stéphanie Arpin
- Jacques Salvail : Robert Chartier
- Rachel Fontaine : Jessica Bergeron
- Sébastien Delorme : Pascal Chassé
- Guillaume Lemay-Thivierge : Nicolas Belval
- Sandy Manswell : Nanouche Maxwell
- Martine Francke : Annie Désormeaux
- Marc-André Lefebvre : Félix Théberge
- Mark Walker : Jim Scanlon
- Flor Taillefer Perez : América Cortez Cadieux
- Lynne Adams : Maureen McLeod
- Sylvain Massé : Marc-Antoine Lagacé
- Marianne St-Laurent : Marianne Désormeaux
- Étienne De Roy :  Étienne Désormeaux
- Michelle Léger : Monique Duchêne
- Jessica Welch : Geneviève Lanni
- Antoine Durand : Éric Lachance
- Igor Ovadis : Dimitri Magaloff
- Kim Yaroshevskaya : Olga Magaloff
- Mireille Deyglun : Johanne Poirier
- Stéphane Simard : Laurent Poitras
- Gilles Cloutier : Jacques Beaupré
- Jacques Godin : Raymond Lachance
- Claire Gagnon : Micheline Leroux
- Marco Légaré : Bernard Langlois
- Corinne Chevarier : Rosie Arpin)
- Véronique Cloutier : Véronique Chartier (5 épisodes[2])
- James Rae : Andrew McGibbon
- Anne Cattaruzza : Infirmière
- Nathalie Gadouas : Lucie Houle
- Réjean Lefrançois : Rosaire Tremblay
- Benoît Graton : Serge Houle
- André Vézina : L'acheteur
- Michel Houde : Délateur
- Steve Banner : Avocat
- Sophie Stanké : Florence Duménil
- Pierre Laporte : Lecteur de nouvelles
- Clément Sasseville : Répartiteur
- Caroline André : Policière
- Alexandra Laverdière : Sandrine
- Claude Prégent : Inspecteur
- Monica Dokupil : Sylvie Dubé
- Xavier Morin-Lefort : Jérémie Laprise
- Jacques Lavallée : Dr Lanoux
- Pierre Carl Trudeau : Jack Riendeau
- Gabrielle Mathieu : Arlette Roy
- Maxime Collin : rôle inconnu

Note: Julie Deslauriers a succédé à Marie-Soleil Tougas après sa mort tragique en août 1997.